# Paralinhomoeus macquariensis
Paralinhomoeus macquariensis is een rondwormensoort uit de familie van de Linhomoeidae.